# Ямпольский, Владимир Захарович
Владимир Захарович Ямпольский (23 июня 1938 — 17 июля 2020) — советский и российский учёный в области систем информатики и кибернетики, руководитель УПНК «Кибернетика» / Кибернетический центр ТПИ/ТПУ (1975—2010). Заслуженный деятель науки и техники РСФСР (1989).

## Биография
Родился 23 июня 1938 г. в с. Ак-Шейх Ак-Шеихского района Крымской АССР (С 1944 года переименовано в село Раздольное, на тот период - Одесская область). После начала войны — в эвакуации в Чите.
Окончил Электомеханический факультет Томского политехнического института (1960, с отличием), работал и вёл научную деятельность там же: ассистент кафедры «Электропривод и автоматизация промышленных установок» (1960—1963), очный аспирант (1963—1965). В 1965 г. защитил кандидатскую диссертацию.
В 1965—1969 гг. доцент, заведующий отделом НИИ АЭМ.
В 1969—1975 гг. заведующий кафедрой оптимизации систем управления и одновременно научный руководитель Лаборатории управления ТПИ.
В 1974 году защитил докторскую диссертацию:
- Модели оптимизации управления высшим учебным заведением : диссертация … доктора технических наук : 05.13.01. — Томск, 1972. — 352 с. : ил.

Доктор технических наук.
В 1975 году утверждён в учёном звании профессора по кафедре «Автоматизированные системы управления».
В 1975—1988 — директор Вычислительного центра ТПИ (после реорганизации — Учебно-научно-производственный комплекс «Кибернетика»). С 1988 по 2010 г. директор Кибернетического центра при ТПИ/ТПУ, проректор по учебной работе и информатизации.
С 2000 г. по совместительству вице-президент Восточной нефтяной компании по новым технологиям.
С 2010 по 2012 г. заместитель директора Института кибернетики по научной работе. С 2012 года профессор-консультант ТПУ.
Автор (соавтор) 7 монографий и более 150 статей и докладов. Руководитель научной школы «Онтолого-семантическое моделирование и разработка систем управления знаниями».

### Награды и звания
Заслуженный деятель науки и техники РСФСР (1989). Отличник высшей школы СССР (1989). Награждён орденами «Знак Почёта» (1981), Дружбы Народов (1985), Дружбы (1996), медалями «За доблестный труд. В ознаменование 100-летия со дня рождения В. И. Ленина» (1970), «За трудовую доблесть» (1976), «За освоение недр и развитие нефтегазового комплекса Западной Сибири» (1988), золотыми медалями ВДНХ (1980, 1987), бронзовыми медалями ВДНХ (1963, 1976).

## Сочинения
- Модели оптимизации управления в высшей школе [Текст] : Конспект курса лекций для слушателей ФПК. — Томск : ТПИ, 1979. — 46 с.; 20 см.
- Теория принятия решений [Текст] : Учеб. пособие. — Томск : ТПИ, 1979. — 42 с. : ил.; 20 см.
- Моделирование сетей передачи и обработки информации / В. З. Ямпольский, В. П. Комагоров, В. Н. Солдатов; отв. ред. В. П. Тарасенко ; АН СССР, Сиб. отд-ние, Ин-т химии нефти. — Новосибирск : Наука : Сиб. отд-ние, 1986. — 135,[2] с. : ил.; 21 см.
- Автоматизация управления городским транспортом [Текст] / И. П. Макаров, В. З. Ямпольский. — Москва : Транспорт, 1981. — 152 с.; 21 см.
- Интегрированные системы мониторинга для труднодоступных и подвижных объектов [Текст] / М. А. Сонькин, В. З. Ямпольский ; М-во образования и науки РФ, Нац. исслед. Томский политехнический ун-т, Ин-т кибернетики. — Томск : Изд-во НТЛ, 2010. — 139 с., [8] л. цв. ил. : ил., табл.; 21 см; ISBN 978-5-89503-453-8
- 3D-моделирование нефтегазовых месторождений [Текст] / А. А. Захарова, В. З. Ямпольский ; М-во образования и науки РФ, Нац. исслед. Томский политехнический ун-т, Ин-т кибернетики. — Томск : Изд-во научно-технической лит., 2010. — 218, [2] с. : ил., цв. ил.; 20 см; ISBN 978-5-89503-443-9
- Системы управления знаниями (методы и технологии) / А. Ф. Тузовский, С. В. Чириков, В. З. Ямпольский; под общ. ред. В. З. Ямпольского ; Ин-т «Кибернет. центр» ТПУ, Отд. проблем информатизации ТНЦ СО РАН. — Томск : Изд-во науч.-техн. лит., 2005 (Тип. ЗАО М-Принт). — 258 с. : ил., табл.; 20 см; ISBN 5-89503-241-9 (в обл.)
- Банки данных в нефтяной промышленности / В. Н. Солдатов, И. Л. Чудинов, В. З. Ямпольский; Отв. ред. В. К. Погребной; АН СССР, Сиб. отд-ние, Ин-т химии нефти. — Новосибирск : Наука : Сиб. отд-ние, 1988. — 126,[1] с. : ил.; 22 см; ISBN 5-02-028575-7 : 1 р. 70 к.